# Eudalaca leucophaea
Eudalaca leucophaea is een vlinder uit de familie wortelboorders (Hepialidae). De wetenschappelijke naam van deze soort is voor het eerst geldig gepubliceerd in 1919 door Janse.
De soort komt voor in tropisch Afrika.